# Берлински ансамбл
Берлински ансамбл представља једну од најпознатијих позорница немачког главног града. Постала је позната кроз извођења дела њеног оснивача Бертолда Брехта и важи за једну од водећих бина на немачком говарном простору. Од 1954. је у позоришту на Шифбауердаму u округу  Friedrich-Wilhelm-Stadt берлинског дистрикта Мите место одржавања Берлинског ансамбла.

### Историја
Оснивање Берлинског ансамбла у новембру 1949., кратко након оснивања ДДР-а, стоји у директној вези са Брехтовом потребом за новом делатношћу у Немачкој за њега и његову жену Хелене Вајгел, а и у тежњи политичара, културних инстанци и личности у совјетској окупационој зони и каснијем ДДР-у за изградњом  једне запажене сцене у главном граду. Након горких искустава у Сједињеним америчким државама ( 30. октобра 1947. : Саслушанње испред комитета за неамеричке активности Представничког дома) и стриктнијег личног надгледања у Швајцарској Брехт је донео одлуку да се скраси на истоку Немачке и Берлина. Тамо је дочекан раширених руку. Његов и Хеленин план за оснивање ансамбла је подржали су Вилхелм Пик и Ото Гротевол. Политбиро јединствене социјалистичке партије Немачке је оснивање позоришта подржао са годишњим буџетом од 1,5 милиона марака. Место одржавања требало је да буде Schiffbauerdamm. Ово место је већ свакако било заузето од стране ансамбла Фрица Вистена и ослободило се тек 1954. кад је овај могао да пређе у народну позорницу која је била уништена у рату и поново обновљена. Писац песама и каснији ДДР дисидент Волф Бирман почео је тамо 1950их као аситент режије.
Ансамбл се у суштини састојао од глумаца и сарадника који су 11. јануара 1949. учествовали на првој јавној презентацији са комадом Бертолда Брехта Мајка храброст и њена деца. Ово извођење се одржало у немачком позоришту у Берлину. Од 19. марта 1954. играо је ансамбл у сопственој кући, у позоришту на Шифбауердаму.
Према једној Брехтовој идеји из 1953. су 1959. године основане различите „бригаде", које је требало да убрзају  позоришне послове Берлинског ансамбла, између осталих то су „ бригада за позоришну теорију", „бригада студио" и „ бригада рад са публиком". Рад ансамбла је суштински обележио Бертолд Брехт, који је као режисер и писац од куће направио „своје" позориште. Kao симбол Берлинског ансамбла важи Пикасова голубица мира. Она је била представљена на завеси позорнице. Због његовог огромног угледа је ансамбл често позиван на гостовања у земљи и иностранству, па је тако гостовао у Француској, Енглеској, Аустрији, Шведској и Италији. У сред припреме једног гостујућег путовања за Енглеску  Бертолд Брехт је преминуо. Његово разумевање за епски театар и колективни рад је наставила његова удовица Хелене Вајгел која је од оснивања до њене смрти 1971. била његов интендант. Асистенти режије Манфред Веркверт, Петар Палицш, Изот Килијан, Бено Бесон, Јоахим Теншерт, учили су још код Бехта и сада су заједно са глумцима наставили његов рад. После Хелене Вајгер уследила је као интендант Рут Бергхаус, чији супруг композитор Паул Десау, који је написао музику за дело „ Мајка храброст и њена деца". Њен покушај да уведе експериментални театар на позорницу наишао је на отпор ансамбла и публике, што ју је навело да се повуче.
1977. је Бергхаусову заменио Манфед Веркверт, који је водио кућу до 1991. У погледу оганизације су наредне године прошле мање успешно. Са увођењем комада „Брехтови акти" о Брхтовом шпијунирању од  стране FBI-а је кућа након преуређења  поново отворена 8. јануара 2000. године са интендантом Клаусом Пејманом, који је тамо до 2017. био интендант и акционар. Од сезоне 2017/18 је Оливер Резе ови интендант Берлинског ансамбла, који води кућу са водећим тимом, комеизмеђу осталих прпада и Михаел Талхајимер као режисер куће. За отварање Резеове прве сезоне инсценирао је Анту Ромеро Нунес „Калигулу" Алберта Камиа. Премијера је била 21. септембра 2017.
У окружењу Берлинског ансамбла раде многи познати и продуктивни уметници. Фотографкиња Рут Берлау фотографисала је позорнице, које су објављиване као узорак књиге. Сценограф Карл фон Апен је много година био синоним за захтевну сценографију и позоришне плакате. Зато су биле познате књиге Џона Хатфилда, Виланда Херцфелда у Карла Хајнца Дрешера.
Употреба речи Берлински ансамбл је испунила примену. Док је протеклих деценија  позоришни ансамбл подразумевао  заједницу глумаца  и сарадника и даље се БЕ поистовећује са зградом позоришта. Позориште у коме игра Берлински ансамбл је позориште на Шифбауердаму. Позориште је власништво Илза-Холцапфел фондације коју је основао Ролф Хоххут. Фондција изнајмљује зграду земљишту Берлина. Позоришни ансамбл се данас води као капитално друштво у првној форми једног друштва са ограниченом одговорношћу. Акционар је Оливер Резе. Он има право коришћења некретнине.
На јесен 2019. је реновирана једна споредна зграда позоришта на Шифбауердаму. Тиме позориште добија први пут друго, потпуно опремљено место одржавања.
Фебруара 2020. је нови интендант Оливер Резе избрисао са репертоара омиљену Оперу за три гроша у инсценaцији Роберта Вилсона.

## Интенданца
- 1949-1971. : Хелене Вајгел
- 1971-1977. : Рут Бергхаус
- 1977-1991. : Манфред Веркферт
- 1992-1993. :  Матијас Лангхоф, Фриц Маркварт, Хеинер Милер, Петер Палицш, Петер Цадек
- 1993-1994. : Фриц Маркварт, Хеинер Милер, Петер Палицш, Петер Цадек
- 1995. : Хеинер Милер
- 1996. : Мартин Вутке
- 1997-1999. : Штефан Сушке
- 1999-2017. : Клаус Пејман
- од 2017. : Оливер Резе

## Познати глумци ансамбла
- Кармен-Маја Антони
- Терезе Афолтер
- Петер Баузе
- Мерет Бекер
- Антонија Бил
- Курт Боа
- Клаус Мариа Брандауер
- Маргита Бројх
- Траугот Буре
- Ернст Буш
- Бруно Карстенс
- Норберт Кристијан
- Уве Даг Берлин
- Ралф Дитрих
- Барбара Дитус
- Ангелика Домросе
- Рут Дрексел
- Пертер Фитц
- Симоне Фрост
- Ернст Ото Фурман
- Ервин Гешонек
- Терезе Гизе
- Рут Глос
- Кристине Глогер
- Ана Граенцер
- Анемоне Хазе
- Мариа Хапел
- Трауте Хоес
- Јурген Холц
- Јута Хофман
- Ева-Мариа Хофман
- Урсула Хопфер-Табори
- Ангелика Хурвиц
- Франциска Јунге
- Волф Кајзер
- Петер Калиш
- Манфред Карге
- Агнес Краус
- Штефан Курт
- Штефан Лизевски
- Инка Ловендорф
- Регине Луц
- Дорте Лисевски
- Михаел Маертенс
- Гизела Мај
- Лоте Мејер
- Маркус Мејер
- Петер Миклуц
- Бернхард Минети
- Дитер Монтаг
- Гунтер Науман
- Кристофер Нел
- Јоахим Нимц
- Петер Палицш
- Уве Пројс
- Томас Квастхоф
- Кете Рајхел
- Ханс-Петер Рајнеке
- Ханс-Михаел Реберг
- Ренате Рихтер
- Фелицитас Ритш
- Илзе Ритер
- Екехард Шал
- Александер Шер
- Хеинц Шуберт
- Мартин Шваб
- Вили Швабе
- Фолкер Шпенглер
- Мартин Зајферт
- Петер Зодан
- Норберт Штос
- Забин Табреа
- Катарина Талбах
- Забине Талбах
- Хилмар Тате
- Аксел Трибел
- Франциска Троегнер
- Франц Виман
- Хелене Вајгел
- Ангела Винклер
- Мартин Вутке
- Елеоноре Цецше

## Тренутни чланови Берлинског ансамбла( избор)[5]
- Констанце Бекер
- Андреас Долер
- Штефани Ајдт
- Јудит Енгел
- Патрик Гулденберг
- Нико Холоникс
- Јурген Холтц
- Бетина Хопе
- Инго Хулсман
- Герит Јансен
- Корина Кирхоф
- Оливер Краузхар
- Петер Лупа
- Зина Мартенс
- Аника Мајер
- Синтија Микас
- Волфганг Михаел
- Петер Молтцен
- Саша Натан
- Тило Нест
- Феликс Рех
- Штефани Рајншпренгер
- Мартин Ренцш
- Лоренс Руп
- Фајт Шуберт
- Аљоша Штаделман
- Катрин Велиш

## Извођења
- 1949.- Брехт: „Мајка храброст и њена деца", Брехт: „Господин Пунтила и његов  слуга Мати", Максим Горки: „Васа Желзнова"
- 1951. - Брехт: „Мајка", Герхарт Хауптман „Даброво крзно и црвени петао"
- 1952. - Хајнрих Клајст „ Разбијени крчаг", Гете: „ Префауст"
- 1953. - Ервин Штритматер „Мачији гроб", Токајев; „ Страно дете"
- 1956. - Џон Синге „Јунак западног света"
- 1957. - Брехт „ Живот Галилеја", Брехт: „ Страх и сиромаштво трећег рајха"
- 1960. -Брехт/Веил: „ Опера за три гроша"
- 1961.- Хелмут Бајерл: „Госпођа Флитц"
- 1964.- Шекспир: „Кориолан"
- 1967. - Брехт:  „Мушкарац је мушкарац", Брехт: „ Продавница хлеба"
- 1975. - Брехт: „Господин Пунтила и његов  слуга Мати", Јохан Аугуст Штриндберг „ Госпођица Јули"
- 1977. - Ленц „ Тутор"
- 1982. - Дуренмат: „Физичар", Ханс Ајзлер „ Јохан Фаустус
- 1984. -Карге „ Јакна као панталоне", Гете: „ Сцена Фауста"
- 1996. - Милер „ Градња", Брехт: „Господин Пунтила и његов  слуга Мати"
- 1999. - Милер „Филоктет",  Милер: Анатомија Титуса Фола од Рима и коментар Шекспира"
- 2001.-  Милер,, Опис слике"
- 2002. -Бернхард „ Славње за Бориса", Шекспир „ Сан летње ноћи"
- 2003. - Бернхард „ немачки сто за ручак"
- 2004.- Шилер : „ Пљачкаши"
- 2007. -Брехт :, ,Опера за три гроша"
- 2010. - Софокле: „ Едип на Колону"
- 2015.- Гете „ Фауст I " и „II" Роберт Вилсон/ Херберт Гронемајер
- 2017. - Ками: „Калигула"
- 2018.- Тенеси Вилијамс „ Последња станица чежња"
- 2019. -Брехт „ Галилео Галилеј", Шекспир „ Отело"